# Acanthoclinus rua
 Acanthoclinus rua és una espècie de peix de la família Plesiopidae i de l'ordre dels perciformes.

## Morfologia
Els mascles poden assolir els 11,5 cm de longitud total.

## Distribució geogràfica
És un endemisme de Nova Zelanda.